# Heho
Heho (en shan Haiwo) o Mawnang (o en birmà: Bawnin) és un petit estat subsidiari de Yawnghwe dins els Estats Shan de l'Estat Shan de Myanmar. Té una superfície de 64 km². És al sud-oest de Taunggyi, capital de l'Estat Shan, a una plana. Precisament per això prop de la capital, la ciutat de Heho, hi ha un aeroport. L'estat té a l'oest el de Hsamongkham i la resta està rodejat de territori de Yawnghwe. Està poblat per taungyo, taungthu, shan, birmans i danu. Antigament es deia Mawnang del nom de la capital, però més tard la capital es va traslladar a Haiwo (en birmà Heho).